# Mettehof

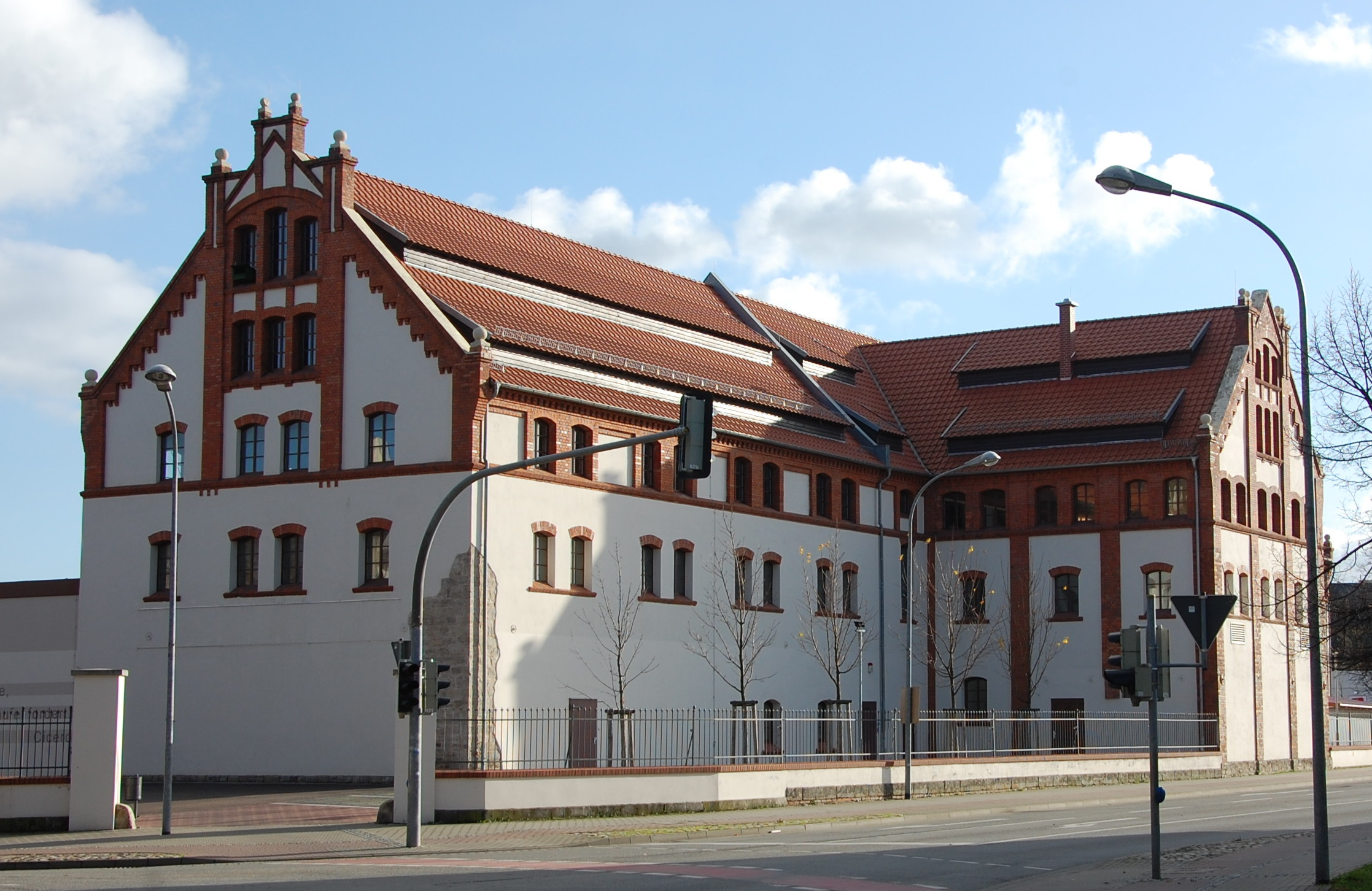
Mettehof, Blick von der Einmündung des Gernröder Wegs auf den Harzweg

Der Mettehof ist ein Einkaufszentrum in Quedlinburg in Sachsen-Anhalt. Teile der Gebäudesubstanz stehen unter Denkmalschutz.

## Lage
Das Anwesen liegt südlich der Quedlinburger Altstadt, an der Adresse Harzweg 23. Auf der Nordseite verläuft der Harzweg, westlich der Gernröder Weg. Zum Mettehof gehört ein historischer Altbau mit 6 und ein Neubau mit 14 Geschäften. Das gesamte Gebiet umfasst eine Fläche von 7.000 m² von den 5.800 m² überbaut sind. Es bestehen 255 Parkplätze.

## Architektur und Geschichte
Auf dem Areal des heutigen Mettehofs war in der zweiten Hälfte des 19. Jahrhunderts eine Zuckerfabrik gegründet worden. Ende des 19. Jahrhunderts übernahm die Quedlinburger Saatzuchtfirma Heinr. Mette das Anwesen und nutzte es für seine Zwecke. Es bestand ein eigener Bahnanschluss.
Ende des 20. Jahrhunderts bestand eine als eindrucksvoll beschriebene Industriearchitektur. Neben einem um 1870 entstanden alten Kontorhaus, gab es ein neueres Kontorhaus mitsamt einem Verarbeitungstrakt sowie zwei um 1900 bzw. 1920 angefügte Erweiterungsbauten. Bei dem alten Kontorhaus handelte es sich um einen verputzten Bau auf rechteckigem Grundriss mit Verzierungen im Stil des Spätklassizismus. Das neue Kontorhaus war sachlich-funktional gestaltet. Es verfügte über einen Giebel im Stil des Expressionismus. Erhalten war auch die Grundstückseinfriedung mit ihren ursprünglichen Toranlagen. Im Inneren der Bauten waren sowohl die Tragwerkkonstruktionen als auch die ursprünglichen Raumaufteilungen erhalten. Im Quedlinburger Denkmalverzeichnis war das Gelände Ende des 20. Jahrhunderts als Firma Mette eingetragen, die ihre Geschäfte bis 1945 fortführen konnte. Es folgte eine Nutzung durch die Deutsche Saatzucht Gesellschaft, die dann nach 1990 liquidiert wurde. Mit dem Verkauf der Gebäude und Grundstücke an eine Saatgutnachfolgefirma wurde das Areal noch bis 1995 aktiv genutzt. Die Gebäude standen danach leer und waren sanierungsbedürftig.
Nach umfangreichen Abriss-, Neu- und Umbauarbeiten, die 2008 erfolgten, wurde auf dem Gelände am 8. Oktober 2009 das Einkaufszentrum Mettehof eröffnet. Es wurden etwa 9 Millionen Euro investiert. Von der ursprünglichen Bausubstanz blieb nach einem Kompromiss mit der Denkmalschutzbehörde nur ein großer Speicher an der Ecke Harzweg/Gernröder Weg erhalten, dessen Sanierung ungefähr 350.000 Euro kostete und in seinen oberen Geschossen zunächst im Rohbauzustand verblieb. Der Bau des Einkaufszentrums war umstritten. Neben dem großen Verlust an denkmalgeschützter Bausubstanz wurde insbesondere die große Konzentration innenstadtrelevanten Handels außerhalb der Innenstadt und die befürchtete damit einhergehende Schwächung der Innenstadt kritisiert.